# Liste des monarques d'Éthiopie
La liste suivante représente la liste des empereurs de l'Empire d'Éthiopie depuis la dynastie Zagwe. Le titre porté par ces empereurs était celui de Negusse Negest. Les rois d'Aksoum et de Dʿmt ne sont pas inclus du fait de leur nombre, de l'incertitude sur leur nom et de la flexibilité de leur emplacement dans la chronologie.

## Liste
| Date de règne                                                              | nom de naissance                | Nom de règne                                                      | Notes |
| -------------------------------------------------------------------------- | ------------------------------- | ----------------------------------------------------------------- | --- |
| Dynastie Zagoué                                                            |                                 |                                                                   | |
| Il n'y a pas de consensus sur l'ordre des souverains de la dynastie Zagwe. |                                 |                                                                   | |
|                                                                            | Mara Tekle Haymanot             |                                                                   | |
|                                                                            | Tatadim                         |                                                                   | |
|                                                                            | Jan Seyum                       |                                                                   | |
|                                                                            | Germa Seyum                     |                                                                   | |
| vers 1132 à 1172                                                           | Yemrehanna Krestos              |                                                                   | |
|                                                                            | Kedus Harbe                     |                                                                   | |
| 1172 à 1212                                                                | Gebra Maskal Lalibela           |                                                                   | |
| 1212 à 1260                                                                | Na'akueto La'ab                 |                                                                   | |
| 1260 à 1268                                                                | Yetbarak                        |                                                                   | |
| règne 15 ans ?                                                             | Mairari                         |                                                                   | |
| règne 8 ans ?                                                              | Harbai                          |                                                                   | Doublet de Kedus Harbe ?                                                                                   |
| Dynastie salomonide                                                        |                                 |                                                                   | |
| 1270 à 1285                                                                | Yekouno Amlak                   | Tasfa Iyasus                                                      | |
| 1285 à 1294                                                                | Yagbéa-Syon                     | Salomon Ier                                                       | |
| 1294 à 1295                                                                | Senfa Ared                      | Bahr Asgad                                                        | |
| 1295 à 1296                                                                | Hezba Asgad                     |                                                                   | |
| 1296 à 1297                                                                | Qedma Asgad                     |                                                                   | |
| 1297 à 1298                                                                | Jin Asgad                       |                                                                   | |
| 1298 à 1299                                                                | Saba Asgad                      |                                                                   | |
| 1299 à 1314                                                                | Wédem Ared                      |                                                                   | |
| 1314 à 1344                                                                | Amda-Syon Ier                   | Gabra Masqal Ier                                                  | |
| 1344 à 1372                                                                | Newaya Krestos Ier              | Saïfa-Arad                                                        | |
| 1372 à 1382                                                                | Néwaya Maryam                   | Wédem Asfara; ou Gemma Asfara                                     | |
| 1382 à 1411                                                                | Dawit Ier                       |                                                                   | abdique en 1411                                                                                            |
| 1411 à 1414                                                                | Théodoros Ier                   | Walda Ambasa                                                      | |
| 1414 à 1429                                                                | Yeshaq Ier (Isaac)              | Gabra Masqal II                                                   | |
| 1429 à 1430                                                                | Endreyas (André)                |                                                                   | règne 6 mois                                                                                               |
| 1430 à 1433                                                                | Takla Maryam                    | Hezba Nagn                                                        | |
| 1433                                                                       | Sarwe Iyasus                    | Mehreka Nagn                                                      | règne 4 mois                                                                                               |
| 1433 à 1434                                                                | Amda Iyasou                     | Badel Nagn                                                        | règne 8 mois                                                                                               |
| 1434 à 1468                                                                | Zara Yaqob                      | Qwastantinos ou Constantin Ier                                    | Les dates deviennent certaines à partir d'ici                                                              |
| 1468 à 1478                                                                | Baéda Maryam Ier                | Siryakos (Cyriaque)                                               | |
| 1478 à 1494                                                                | Eskender                        | Qwastantinos ou Constantin II                                     | |
| 1494                                                                       | Amda Syon II                    |                                                                   | règne 7 mois                                                                                               |
| 1494 à 1508                                                                | Naod Ier                        | Ambasa Batzar                                                     | |
| 1508 à 1540                                                                | Dawit II (David II)             | Lebna Dengel                                                      | |
| 1540 à 1559                                                                | Galawdewos (Claude)             | Atsnaf Sagad Ier                                                  | |
| 1559 à 1563                                                                | Minas                           | Admas Sagad Ier                                                   | |
| 1563 à 1597                                                                | Sarsa Dengel                    | Malak Sagad Ier                                                   | |
| 1597 à 1603                                                                | Yaqob (Jacob)                   | Malak Sagad II                                                    | |
| 1603 à 1604                                                                | Za Dengel                       | Atsnaf Sagad II                                                   | |
| 1604 à 1607                                                                | Yaqob (Jacob)                   | Malak Sagad II                                                    | Restauration                                                                                               |
| 1607 à 1632                                                                | Sousnéyos Ier                   | Malak Sagad III, Sultan Sagad Ier                                 | couronné le 18 mars, 1608                                                                                  |
| 1632 à 1667                                                                | Fasilidas (Basilides)           | Alam Sagad Ier, Sultan Sagad II                                   | |
| 1667 à 1682                                                                | Yohannès Ier (Jean I)           | Aslaf Sagad                                                       | |
| 19 juillet 1682 au 13 octobre 1706                                         | Iyasou Ier le Grand (Josué Ier) | Adyam Sagad Ier                                                   | |
| 1685                                                                       | Yeshaq Iyasu ?                  |                                                                   | un rebelle                                                                                                 |
| 27 mars 1706 au 30 juin 1708                                               | Takla Haïmanot Ier              | Le'ul Sagad                                                       | |
| septembre 1707                                                             | Amda Seyon                      |                                                                   | un rebelle                                                                                                 |
| 30 juin 1708 au 1er juillet 1708                                           | Naod II                         |                                                                   | |
| 1er juillet 1708 au 14 octobre 1711                                        | Théophilos (Théophilos)         | Walda Ambasa                                                      | |
| 1709 à juillet 1710                                                        | Nebahne Yohannès                |                                                                   | un rebelle                                                                                                 |
| 14 octobre 1711 au 19 février 1716                                         | Yostos (Justus)                 | Sahay Sagad                                                       | N'est pas un membre de la dynastie des Salomonides.                                                        |
| 8 février 1716 au 18 mai 1721                                              | Dawit III                       | Adbar Sagad Ier                                                   | |
| 18 mai 1721 au 1730                                                        | Bakaffa                         | Asma Sagad ou Masih Sagad                                         | |
| 19 septembre 1730 au 26 juin 1755                                          | Iyasou II (Josué II)            | Behram Sagad                                                      | |
| 1736 au 1737                                                               | Hezqeyas                        |                                                                   | un rebelle                                                                                                 |
| Période des Princes                                                        |                                 |                                                                   | |
| 26 juin 1755 au 7 mai 1769                                                 | Yoas Ier (Joas Ier)             | Adyam Sagad II                                                    | |
| 7 mai au 18 octobre 1769                                                   | Yohannès II (Jean II)           | Sadiq Sagad                                                       | |
| 18 octobre 1769 à juin 1770                                                | Tekle Haymanot II               | Admas Sagad III                                                   | |
| juin à décembre 1770                                                       | Sousneyos II                    |                                                                   | |
| 18 octobre 1769 au 13 avril 1777                                           | Tekle Haymanot II               | Admas Sagad III                                                   | Restauration                                                                                               |
| 13 avril 1777 au 20 juillet 1779                                           | Salomon II (Solomon II)         |                                                                   | |
| 20 juillet 1779 au 8 février 1784                                          | Tekle Giyorgis Ier              | Fakr Sagad                                                        | |
| 16 février 1784 au 24 avril 1788                                           | Iyasou III (Josué III)          | Ba'ela Sagad                                                      | |
| 1787 à 1788                                                                | Iyasou                          |                                                                   | En opposition à Iyasou III                                                                                 |
| 1787 à 1788                                                                | Baeda Maryam                    |                                                                   | En opposition à Iyasou III                                                                                 |
| février 1788 à 1789                                                        | Takla Haïmanot                  |                                                                   | En opposition à Iyasou III                                                                                 |
| 24 avril 1788 au 26 juillet 1789                                           | Tekle Giyorgis Ier              | Fakr Sagad                                                        | Restauration                                                                                               |
| 26 juillet 1789 à janvier 1794                                             | Hezqeyas (Ezékias)              |                                                                   | |
| janvier 1794 au 15 avril 1795                                              | Tekle Giyorgis Ier              | Fakr Sagad                                                        | Restauration                                                                                               |
| 15 avril à décembre 1795                                                   | Baeda Maryam II                 |                                                                   | |
| décembre 1795 au 20 mai 1796                                               | Tekle Giyorgis Ier              | Fakr Sagad                                                        | Restauration                                                                                               |
| 20 mai 1796 au 15 juillet 1797                                             | Salomon III (Solomon III)       |                                                                   | |
| 18 août 1797 au 4 janvier 1798                                             | Yonas (Jonas)                   |                                                                   | |
| 4 janvier 1798 au 20 mai 1799                                              | Tekle Giyorgis Ier              | Fakr Sagad                                                        | Restauration                                                                                               |
| 20 mai 1799 à 1799                                                         | Salomon III (Solomon III)       |                                                                   | Restauration                                                                                               |
| 1799 au 24 mars 1800                                                       | Démétros (Démétrius)            |                                                                   | |
| 24 mars à juin 1800                                                        | Tekle Giyorgis Ier              | Fakr Sagad                                                        | Restauration                                                                                               |
| juin 1800 à juin 1801                                                      | Démétros                        |                                                                   | Restauration                                                                                               |
| juin 1801 au 3 juin 1818                                                   | Egwala Syon                     | Newaya Sagad                                                      | |
| 19 juin 1818 au 3 juin 1821                                                | Yoas II (Joas II)               | Adyam Sagad III                                                   | |
| 3 juin 1821 à avril 1826                                                   | Gigar                           |                                                                   | |
| avril 1826                                                                 | Baeda Maryam II                 |                                                                   | Restauration                                                                                               |
| avril 1826 au 18 juin 1830                                                 | Gigar                           |                                                                   | Restauration                                                                                               |
| 18 juin 1830 au 18 mars 1832                                               | Iyasou IV (Josué IV)            |                                                                   | |
| 18 mars 1832 à 1832                                                        | Gebre Krestos                   |                                                                   | |
| 1832                                                                       | Sahla Dengel                    |                                                                   | |
| 1832 au 8 juin 1832                                                        | Gebre Krestos                   |                                                                   | Restauration                                                                                               |
| octobre 1832 au 29 août 1840                                               | Sahla Dengel                    |                                                                   | Restauration                                                                                               |
| 1832                                                                       | Egwale Anbesa                   |                                                                   | un rebelle                                                                                                 |
| 30 août 1840 à octobre 1841                                                | Yohannes III (Jean III)         |                                                                   | |
| octobre 1841 à 1845                                                        | Sahla Dengel                    |                                                                   | Restauration                                                                                               |
| 1845                                                                       | Yohannès III (Jean III)         |                                                                   | Restauration                                                                                               |
| 1845 à 1850                                                                | Sahla Dengel                    |                                                                   | Restauration                                                                                               |
| 1850 à 1851                                                                | Yohannès III (Jean III)         |                                                                   | Restauration                                                                                               |
| 1851 au 11 février 1855                                                    | Sahla Dengel                    |                                                                   | Restauration                                                                                               |
| Dynastie Théodoros                                                         |                                 |                                                                   | |
| 9 février 1855 au 13 avril 1868                                            | Kasse Hailu                     | Téwodros II                                                       | |
| Dynastie Zagoué                                                            |                                 |                                                                   | |
| 11 juin 1868 au 11 juillet 1872                                            | Waghsum Gobeze                  | Tekle Giyorgis II                                                 | |
| Dynastie du Tigré                                                          |                                 |                                                                   | |
| 11 juillet 1872 au 9 mars 1889                                             | Kassa Mercha                    | Yohannes IV                                                       | |
| Dynastie salomonide                                                        |                                 |                                                                   | |
| 9 mars 1889 au 12 décembre 1913                                            | Sahle Maryam                    | Ménélik II                                                        | Roi de Choa avant de devenir empereur                                                                      |
| 12 décembre 1913 au 27 septembre 1916                                      | Lij Kifle Yaqub                 | Iyasou V                                                          | Jamais couronné ; déposé par les nobles avec l'appui de l'Église orthodoxe éthiopienne.                    |
| 27 septembre 1916 au 2 avril 1930                                          | Askala Maryam                   | Zewditou, impératrice (Judith)                                    | ♀ |
| 2 avril 1930 au 2 mai 1936                                                 | Tafari Makonnen                 | Hailé Sélassié Ier                                                | Couronné le 2 novembre 1930                                                                                |
| Occupation italienne                                                       |                                 |                                                                   | |
| 9 mai 1936 au 5 mai 1941                                                   |                                 | Victor-Emmanuel III d'Italie, qui se proclame empereur d'Éthiopie | universellement non reconnu. Il renonce au titre en 1943.                                                  |
| Dynastie salomonide                                                        |                                 |                                                                   | |
| 5 mai 1941 au 12 septembre 1974                                            | Tafari Makonnen                 | Hailé Sélassié Ier                                                | Restauration ; déposé plus tard par le Derg                                                                |
| 12 septembre 1974                                                          | Asfa Wossen                     | Amha Sélassié Ier                                                 | Désigné par le Derg, jamais mis en place (Proclamé empereur en exil en avril 1989, décédé en février 1997) |